# Niccolò d'Este
Niccolò d'Este (Ferrara, 20 luglio 1438 – Ferrara, 4 settembre 1476) è stato un nobile italiano.

## Biografia

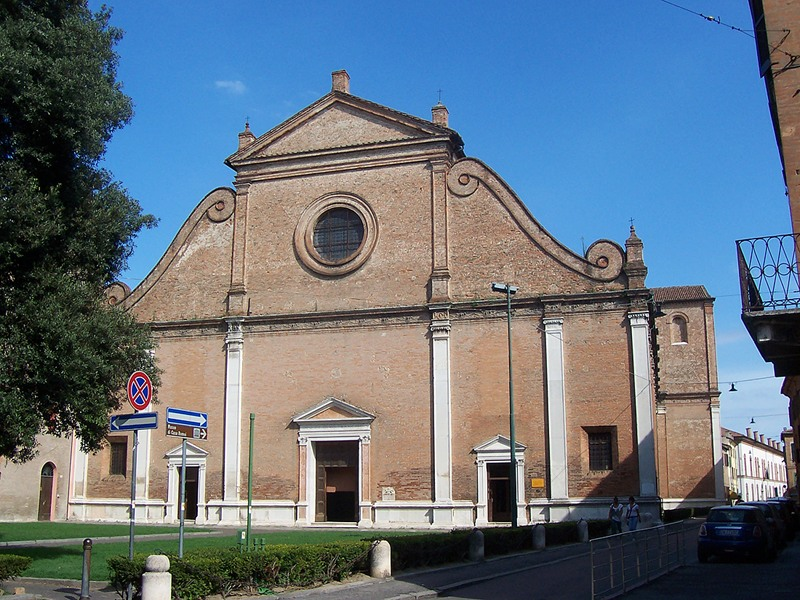
Ferrara, Chiesa di San Francesco.

Fu l'unico figlio legittimo del marchese di Ferrara Leonello d'Este, erede di Niccolò III d'Este. Leonello era un figlio illegittimo di Niccolò III, in quanto nato dall'unione con Stella de' Tolomei. Successe al padre al posto del fratellastro Ercole, figlio legittimo di Niccolò III in virtù del testamento di Niccolò III redatto in Milano il 26 dicembre del 1441 e dei patti matrimoniali con Ricciarda di Saluzzo, rendendo di fatto legittimo il ramo di Leonello, approvato con decreto da papa Martino V.
Niccolò nacque dal primo matrimonio di Leonello, avvenuto nel 1435, con Margherita, figlia del marchese di Mantova Gianfrancesco Gonzaga. Sua madre morì nel 1439 e suo padre si risposò con Maria d'Aragona dalla quale non ebbe altri figli.
Alla morte di Leonello nel 1450, ignorando il testamento di Niccolò III e il decreto papale che legittimava il ramo di Leonello, venne dichiarato erede suo fratello Borso, che morì nel 1471 senza figli. A succedere a Borso fu il fratellastro Ercole, che tentò più volte di avvelenare Niccolò ma senza riuscirci.
Nel 1476 Niccolò cercò di ottenere con le armi il potere che gli era stato negato per tanti anni con l'aiuto dei Gonzaga. Giunto a Ferrara chiamò il popolo alla rivolta.
La famiglia estense riuscì a mettersi in salvo, compreso il piccolo Alfonso I d'Este, nel Castello Estense. Ercole si trovava a Belriguardo e, avuta notizia della rivolta e del numero degli insorti, con il fratellastro Rinaldo giunse a Ferrara riuscendo a rimettere ordine nella città. 
Niccolò riuscì a fuggire ma venne poi catturato nei pressi di Bondeno insieme agli altri insorti. 
Niccolò venne fatto decapitare nel cortile del castello di Ferrara nella notte del 4 settembre 1476. Il duca Ercole I ordinò poi di ricomporre il corpo e rivestirlo con broccato d'oro per le solenni esequie. Venne quindi sepolto, con tutti gli onori, nell'Arca Rossa, nella chiesa di San Francesco, in Ferrara, ove erano custoditi i resti di molti avi della casa d'Este.

## Discendenza
Ebbe quattro figli illegittimi da donne ignote:
- Girolamo, primogenito;
- Girolamo (nato dopo la morte del fratello);
- Battista;
- Vincenzo.

## Ascendenza
|                                                          |                                         |                                           | Genitori                                         |  |  | Nonni |  |  | Bisnonni                                       |  |  | Trisnonni                              |  |
|                                                          |                                         |                                           |                                                  |  |  |       |  |  | Alberto V d'Este, marchese di Ferrara e Modena |  |  | Obizzo III d'Este, marchese di Ferrara |  |
|                                                          |                                         |                                           |                                                  |  |  |       |  |  | Alberto V d'Este, marchese di Ferrara e Modena |  |  | Obizzo III d'Este, marchese di Ferrara |  |
|                                                          |                                         | Lippa Ariosti                             |                                                  |  |  |       |  |  | Alberto V d'Este, marchese di Ferrara e Modena |  |  |                                        |  |
| Niccolò III d'Este, marchese di Ferrara, Modena e Reggio |                                         |                                           |                                                  |  |  |       |  |  | Alberto V d'Este, marchese di Ferrara e Modena |  |  |                                        |  |
|                                                          |                                         | Isotta Albaresani                         | Alberto Albaresani                               |  |  |       |  |  |                                                |  |  |                                        |  |
|                                                          |                                         | Isotta Albaresani                         | Alberto Albaresani                               |  |  |       |  |  |                                                |  |  |                                        |  |
|                                                          |                                         | Isotta Albaresani                         | …                                                |  |  |       |  |  |                                                |  |  |                                        |  |
| Leonello d'Este, marchese di Ferrara, Modena e Reggio    |                                         | Isotta Albaresani                         |                                                  |  |  |       |  |  |                                                |  |  |                                        |  |
|                                                          |                                         | Giovanni de' Tolomei                      | …                                                |  |  |       |  |  |                                                |  |  |                                        |  |
|                                                          |                                         | Giovanni de' Tolomei                      | …                                                |  |  |       |  |  |                                                |  |  |                                        |  |
|                                                          |                                         | Giovanni de' Tolomei                      | …                                                |  |  |       |  |  |                                                |  |  |                                        |  |
| Stella de' Tolomei                                       |                                         | Giovanni de' Tolomei                      |                                                  |  |  |       |  |  |                                                |  |  |                                        |  |
|                                                          |                                         | …                                         | …                                                |  |  |       |  |  |                                                |  |  |                                        |  |
|                                                          |                                         | …                                         | …                                                |  |  |       |  |  |                                                |  |  |                                        |  |
|                                                          |                                         | …                                         | …                                                |  |  |       |  |  |                                                |  |  |                                        |  |
| Niccolò d'Este                                           |                                         | …                                         |                                                  |  |  |       |  |  |                                                |  |  |                                        |  |
|                                                          | Francesco I Gonzaga, signore di Mantova | Ludovico I Gonzaga, signore di Mantova    |                                                  |  |  |       |  |  |                                                |  |  |                                        |  |
|                                                          | Francesco I Gonzaga, signore di Mantova | Ludovico I Gonzaga, signore di Mantova    |                                                  |  |  |       |  |  |                                                |  |  |                                        |  |
|                                                          | Francesco I Gonzaga, signore di Mantova | Alda d'Este                               |                                                  |  |  |       |  |  |                                                |  |  |                                        |  |
| Gianfrancesco Gonzaga, marchese di Mantova               | Francesco I Gonzaga, signore di Mantova |                                           |                                                  |  |  |       |  |  |                                                |  |  |                                        |  |
|                                                          |                                         | Margherita Malatesta                      | Galeotto I Malatesta, signore di Rimini e Cesena |  |  |       |  |  |                                                |  |  |                                        |  |
|                                                          |                                         | Margherita Malatesta                      | Galeotto I Malatesta, signore di Rimini e Cesena |  |  |       |  |  |                                                |  |  |                                        |  |
|                                                          |                                         | Margherita Malatesta                      | Gentile da Varano                                |  |  |       |  |  |                                                |  |  |                                        |  |
| Margherita Gonzaga                                       |                                         | Margherita Malatesta                      |                                                  |  |  |       |  |  |                                                |  |  |                                        |  |
|                                                          |                                         | Malatesta IV Malatesta, signore di Pesaro | Pandolfo II Malatesta, signore di Pesaro         |  |  |       |  |  |                                                |  |  |                                        |  |
|                                                          |                                         | Malatesta IV Malatesta, signore di Pesaro | Pandolfo II Malatesta, signore di Pesaro         |  |  |       |  |  |                                                |  |  |                                        |  |
|                                                          |                                         | Malatesta IV Malatesta, signore di Pesaro | Paola Orsini                                     |  |  |       |  |  |                                                |  |  |                                        |  |
| Paola Malatesta                                          |                                         | Malatesta IV Malatesta, signore di Pesaro |                                                  |  |  |       |  |  |                                                |  |  |                                        |  |
|                                                          |                                         | Elisabetta da Varano                      | Rodolfo II da Varano, signore di Camerino        |  |  |       |  |  |                                                |  |  |                                        |  |
|                                                          |                                         | Elisabetta da Varano                      | Rodolfo II da Varano, signore di Camerino        |  |  |       |  |  |                                                |  |  |                                        |  |
|                                                          |                                         | Elisabetta da Varano                      | Camilla Chiavelli                                |  |  |       |  |  |                                                |  |  |                                        |  |
|                                                          |                                         | Elisabetta da Varano                      |                                                  |  |  |       |  |  |                                                |  |  |                                        |  |

### Galleria di possibili ritratti

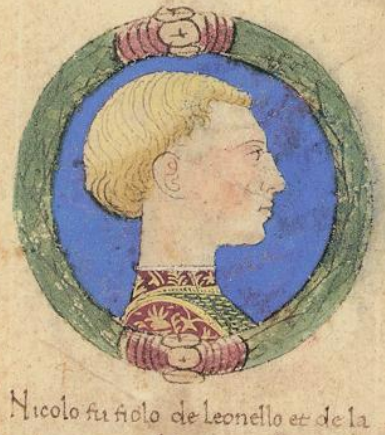
Miniatura raffigurante Niccolò d'Este nella Genealogia dei Principi d'Este, 1474 circa
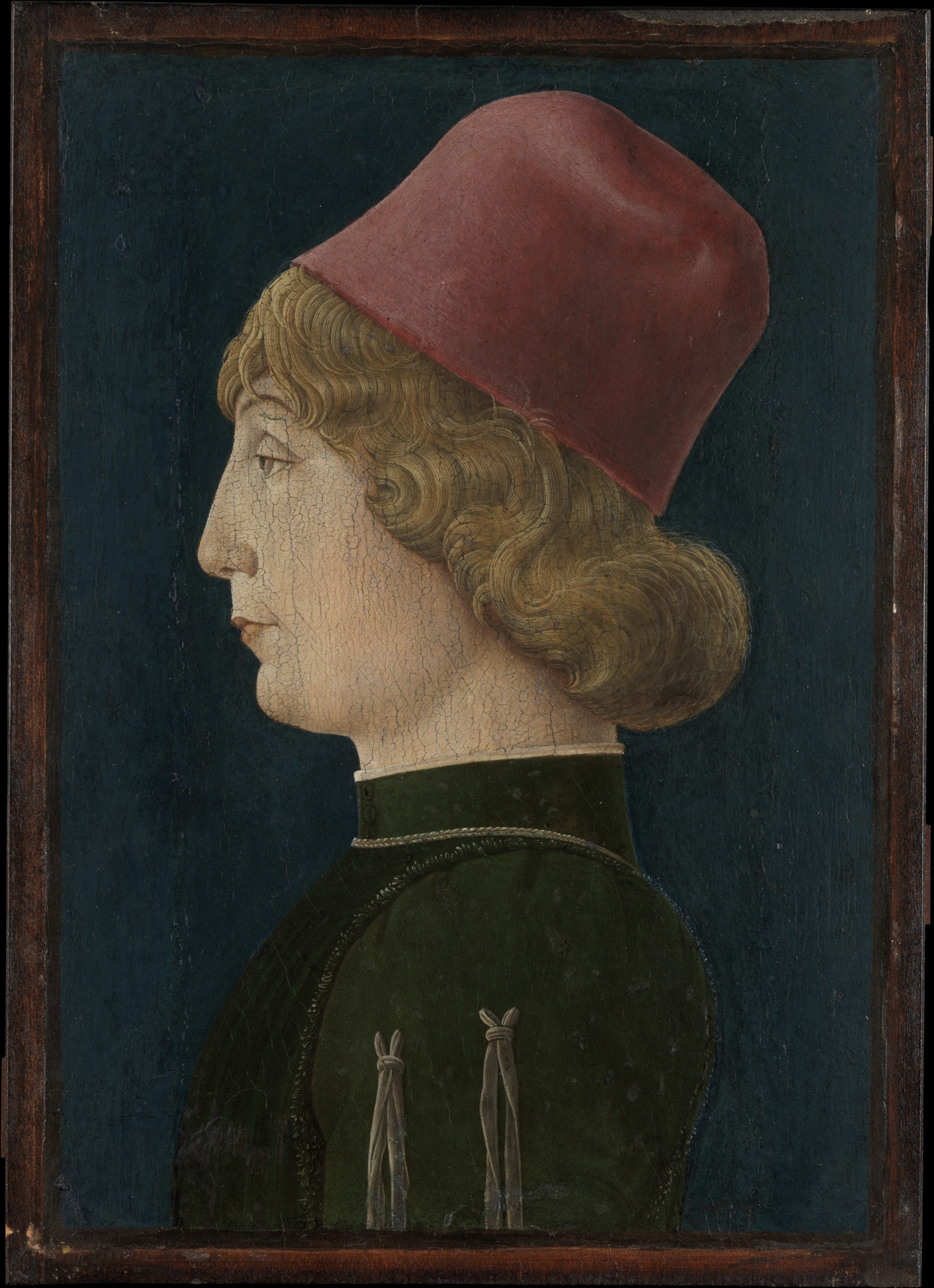
Ritratto di giovane uomo, Cosmé Tura. Possibile ritratto di Niccolò